# 古丽夏提
古丽夏提是哈萨克斯坦卡拉干达州的一个小镇，行政上隶属于巴尔喀什市。该镇人口以渔业和畜牧业为主。2019年初，全镇人口510人（男性276人，女性234人）。
该镇位于阿拉木图—叶卡捷琳堡高速公路上。 距离巴尔喀什湖约8公里。附近有一处已于2020年停用的巴尔喀什雷达站。